# Phare de Knock
Le phare de Knock (en allemand : Leuchtturm Knock) est un phare actif situé à Knock (Arrondissement du Pays de l'Ems - Basse-Saxe), en Allemagne. Cette tour moderne sert à la fois de phare, de balise, de tour radar et radio et de centre de contrôle de la navigation sur le fleuve Ems. Il est géré par la WSV de Emden .

## Histoire
En 1859, une simple balise en bois était érigée à cet endroit, avec une lumière alimentée à l'huile de colza et un petit appareil optique à lentille de Fresnel. En 1888, la balise a été remplacée par un petit phare en fonte avec une lampe à pétrole et à gaz en 1924. En 1952 le phare a été électrifié et a été déplacé en 1961 plus à l'ouest. Dans les années 1960, a été décidée la future construction d'une tour radar pour la surveillance de la navigation par l'autorité portuaire d'Emden.
Le phare de Knock , une haute tour multi-fonctions en béton a été érigée sur zone en 1970 et réaménagée en 1996. Il se situe en bord de la digue du fleuve Ems à Knock, à 15 km à l'ouest d'Emden et à 6 km au sud de Campen (Krummhörn). Il est entièrement automatisé et possède un système d'identification automatique pour la navigation maritime (AIS).

## Description
Le phare  est une tour quadrangulaire en béton de 55 m de haut, soutenant deux niveaux de locaux techniques et recouverts de diverses antennes ainsi qu'un radôme du service météorologique allemand. Le feu fixe se trouve entre les deux étages des salles de contrôle et émet, à une hauteur focale de 28 m, trois lumières (blanc rouge vert, selon direction).
Sa portée est de 12 milles nautiques (environ 22 km) pour le feu blanc, et 9 milles nautiques (environ 17 km) pour le feu rouge et 8 milles nautiques (environ 15 km) pour le feu vert. Il est aussi équipé d'une corne de brume et possède aussi diverses antennes directionnelles et un radar de signalisation d'approche.
Identifiant : ARLHS : FED-128 - Amirauté : B1010 - NGA : 10052 .
|                         |
| Le phare (vue aérienne) |

|          |
| Le phare |

### Lien connexe
- Liste des phares en Allemagne